# Lettie Teague
Lettie Teague est une autrice américaine et chroniqueuse de vins pour le Wall Street Journal depuis 2010. Teague est pendant plusieurs années éditrice vin de Food & Wine.

## Biographie
Lettie Teague est née dans l'Indiana et vit pendant son enfance dans divers endroits de l'Ohio et de la Caroline du Nord. Après avoir étudié l'anglais au Kenyon College, elle occupe divers emplois liés au vin dans la vente au détail, la restauration, la vente en gros et le marketing jusqu'à devenir directrice des relations publiques spécialisée dans le vin. En 1995, elle devient rédactrice en chef de la gastronomie, du vin et des livres du magazine de voyages Diversion, et en 1997 devient rédactrice en chef des vins de Food & Wine. Elle reste dans le magazine jusqu'à ce qu'American Express Publishing annonce une réduction de son personnel en 2009, et Teague écrit ensuite un blog pour eRobertParker.com, le site en ligne de Robert Parker, pendant une brève période. En mars 2010, trois mois après le départ de Dorothy Gaiter et John Brecher, elle est annoncée comme chroniqueuse vin du Wall Street Journal, aux côtés de Jay McInerney et Will Lyons,.
Teague spécule sur un schéma de classification du vin californien et lance un débat concernant Barolo,. Elle remporte trois James Beard Awards, dont le MFK Fisher Distinguished Writing Award 2003, le 2012 Best Food-Related Columns pour son travail au Wall Street Journal. Elle est utilisée comme une autorité viticole par la chaîne CNN,.
Teague décrit des jeux de dégustation à l'aveugle compétitifs avec son mari, le critique culinaire de GQ, Alan Richman.

## Publications
- (en) Lettie Teague, Wine in Words : Some Notes for Better Drinking, Rizzoli Ex Libris, 2015
- (en) Lettie Teague, Educating Peter : How I Taught a Famous Movie Critic the Difference Between Cabernet and Merlot or How Anybody Can Become an (Almost) Instant Wine Expert, Scribner, 2007

## Voir également